# Enosis Neon Trust
El Enosis Neon Trust (en griego: Ένωσις Νέων Τραστ) fue un equipo de fútbol de Chipre que alguna vez jugó en la Primera División de Chipre, la liga de fútbol más importante del país.

## Historia
Fue fundado el 24 de septiembre de 1924 en la ciudad de Larnaka por un grupo de miembros prominentes de la sociedad de Nicosia, la cual decidió crear al club junto al Panergatikos. El nombre del club deriva de la palabra trust en inglés, que significa verdad. En el año 1924 se mudan a la capital Nicosia.
Fue uno de los equipos fundadores de la Primera División de Chipre en el año 1934 y fue el campeón de la temporada inaugural en 1934/35, también ganando la Copa de Chipre, con lo que fue el primer equipo de fútbol del país en ganar dos títulos en una misma temporada.
En la temporada de 1935/36 volvió a ganar la Copa de Chipre, aunque no volvieron a ganar el título de liga, manteniéndose a la sombra del APOEL FC, siempre quedando en un plano secundario en la capital Nicosia.
En 1938 el club de fútbol desaparece por problemas financieros no sin antes ganar la Copa de Chipre por tercera ocasión.
El club participó en las primeras 4 temporadas de la Primera División de Chipre, donde disputó 68 partidos, ganando 44 de ellos, anotando 129 goles y le hicieron solamente 54.

## Palmarés
- Primera División de Chipre: 1

1934/35
- Copa de Chipre: 3

1935, 1936, 1938